# Steelheads de Brampton
Les Steelheads de Brampton sont une franchise de hockey sur glace du Canada qui évolue dans la ligue junior de la Ligue de hockey de l'Ontario. Elle est basée à Brampton en Ontario.

## Historique
En 2024, il est annoncé que l'équipe des Steelheads de Mississauga déménage à Brampton. Ce changement, prenant effet dès la saison suivante, prive Mississauga d'une équipe de la LHO pour la première fois depuis 1998. Quant à Brampton, elle retrouve une équipe pour la première fois depuis 2013, lorsque le Battalion de Brampton déménage à North Bay.

## Statistiques
| No | Saison    | PJ | V  | D  | DP | DTB | BP  | BC  | Pts | Classement       | Séries éliminatoires | Entraîneur     |
| -- | --------- | -- | -- | -- | -- | --- | --- | --- | --- | ---------------- | -------------------- | -------------- |
| 1  | 2024-2025 | 68 | 32 | 22 | 10 | 0   | 298 | 240 | 82  | 5e, division Est | Éliminés au 1er tour | James Richmond |